# Édson Manoel do Nascimento
1. WEITERLEITUNG Edinho Baiano